# Райс-Андерсон, Берит
Берит Райс-Андерсон (норв. Berit Reiss-Andersen, другое написание фамилии — Райс-Андерсен, Рейсс-Андерсен, родилась 11 июля 1954 года) — норвежский юрист, писательница и бывший политик Норвежской Рабочей партии. Председатель Норвежского Нобелевского комитета, присуждающего Нобелевскую премию мира. Член правления Нобелевского фонда. Занимала должность государственного секретаря министра юстиции и полиции с 1996 по 1997 год и президента Норвежской коллегии адвокатов с 2008 по 2012 год. Вместе с бывшим министром юстиции Энн Холт она является соавтором двух криминальных романов. Партнер компании DLA Piper в Осло.

## Юридическая карьера
Райс-Андерсон получила степень кандидата юридических наук в 1981 году в Университете Осло. Работала исполнительным директором Норвежского иммиграционного управления в 1981–1982 годах. Была юрисконсультом Королевского министерства юстиции и полиции в 1982–1984 годах. В 1984–1987 годах она была прокурором округа Осло. С 1987 по 2016 год вела собственную юридическую практику в Осло, а в 1995 году получила право выступать в Верховном суде Норвегии. В 1997 году Райс-Андерсон была назначена одним из постоянных адвокатов в окружном суде Осло и Апелляционном суде Боргартинга. С 2016 года — партнер офиса DLA Piper в Осло. Она была президентом Норвежской ассоциации адвокатов с 2008 по 2012 год.

## Гасударственная служба
С 1996 по 1997 год Райс-Андерсон занимала должность государственного секретаря министра юстиции и полиции в правительстве Рабочей партии Турбьёрна Ягланда.

## Норвежский Нобелевский комитет
22 ноября 2011 года по представлению Норвежской Рабочей партии Райс-Андерсон была избрана Стортингом в состав членов Норвежского Нобелевского комитета. Срок ее полномочий начался 1 января 2012 года и закончится 31 декабря 2017 года. С 20 февраля 2017 года она временно исполняла обязанности председателя комитета после смерти Каси Кульман Фиве (норв. — Kaci Kullmann Five). 2 мая 2017 года она была избрана председателем Норвежского Нобелевского комитета. В этой должности она выбирает лауреата Нобелевской премии мира вместе с четырьмя другими членами комитета и отвечает за официальное вручение премии.
С 2014 года она также является членом правления Нобелевского фонда, корирующего пять Нобелевских премий.
Райс-Андерсон критиковала Эрну Сольберг за молчание в ходе развития трагедии лауреатеа Нобелевской премии мира Лю Сяобо, умирающего в тюремном заключении в КНР. Тогда норвежское правительство отказалось открыто поддержать требование Европейского Союза об освобождении Лю. Райс-Андерсон охарактеризовала позицию Сольберг и ее правого правительства как «вызывающую смущение». От имени Норвежского Нобелевского комитета и Нобелевского фонда она пыталась принять участие в похоронах Лю Сяобо, но китайское правительство отказало ей в визе.

## Литературная деятельность
Вместе с бывшим министром юстиции Энн Холт Райс-Андерсон — соавтор двух криминальных романов.

## Семья
Ее дедушкой по отцовской линии был автор лирических стихов — поэт Гуннар Рейсс-Андерсен.